# Ocolișu Mare, Hunedoara
Ocolișu Mare este un sat în comuna Bretea Română din județul Hunedoara, Transilvania, România.

## Personalități
- Lazăr Muntean (1876 - 1944), deputat în Marea Adunare Națională de la Alba Iulia 1918, primar

## Imagini

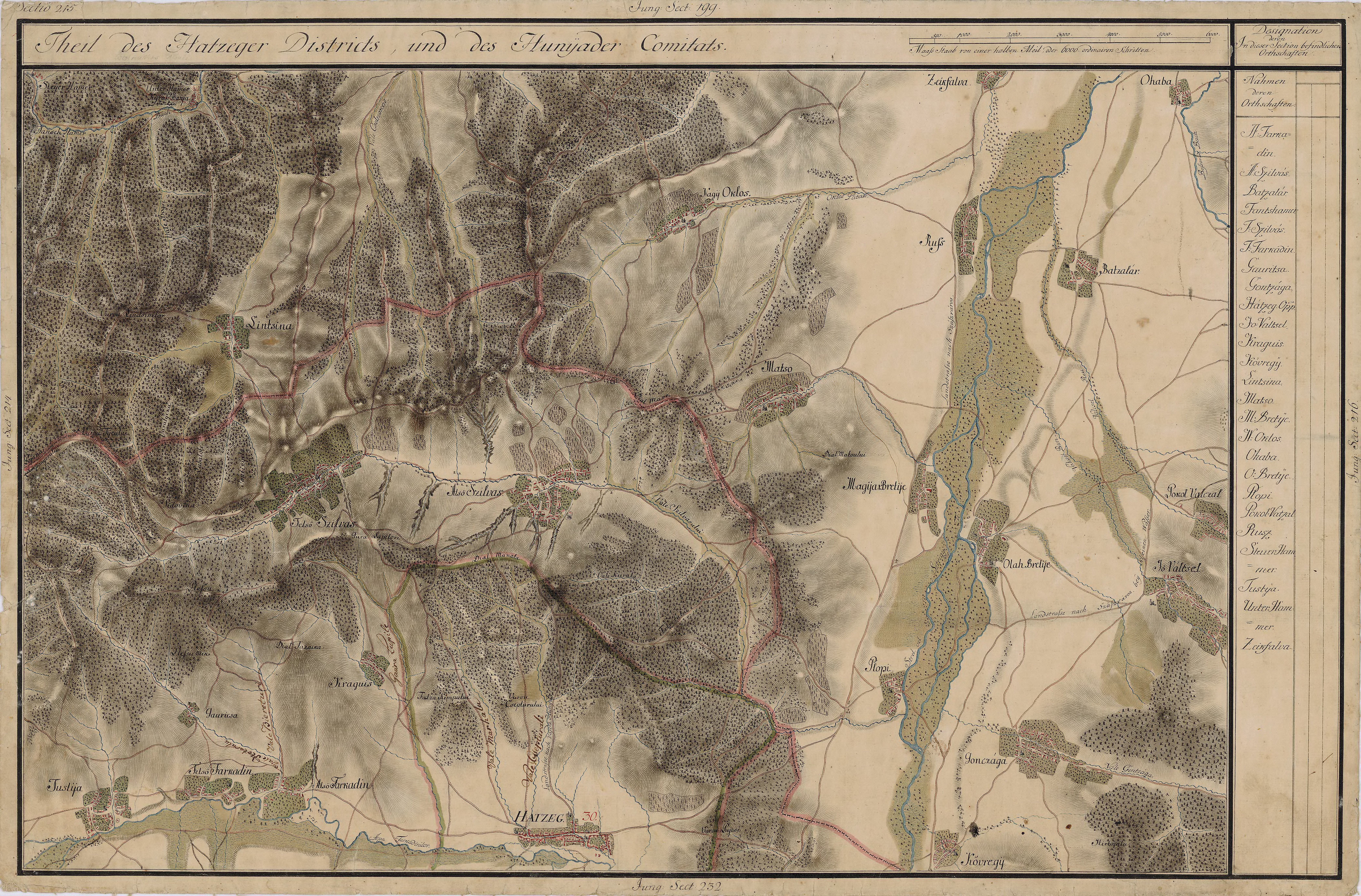
Ocolișu Mare în Harta Iosefină a Transilvaniei, 1769-1773
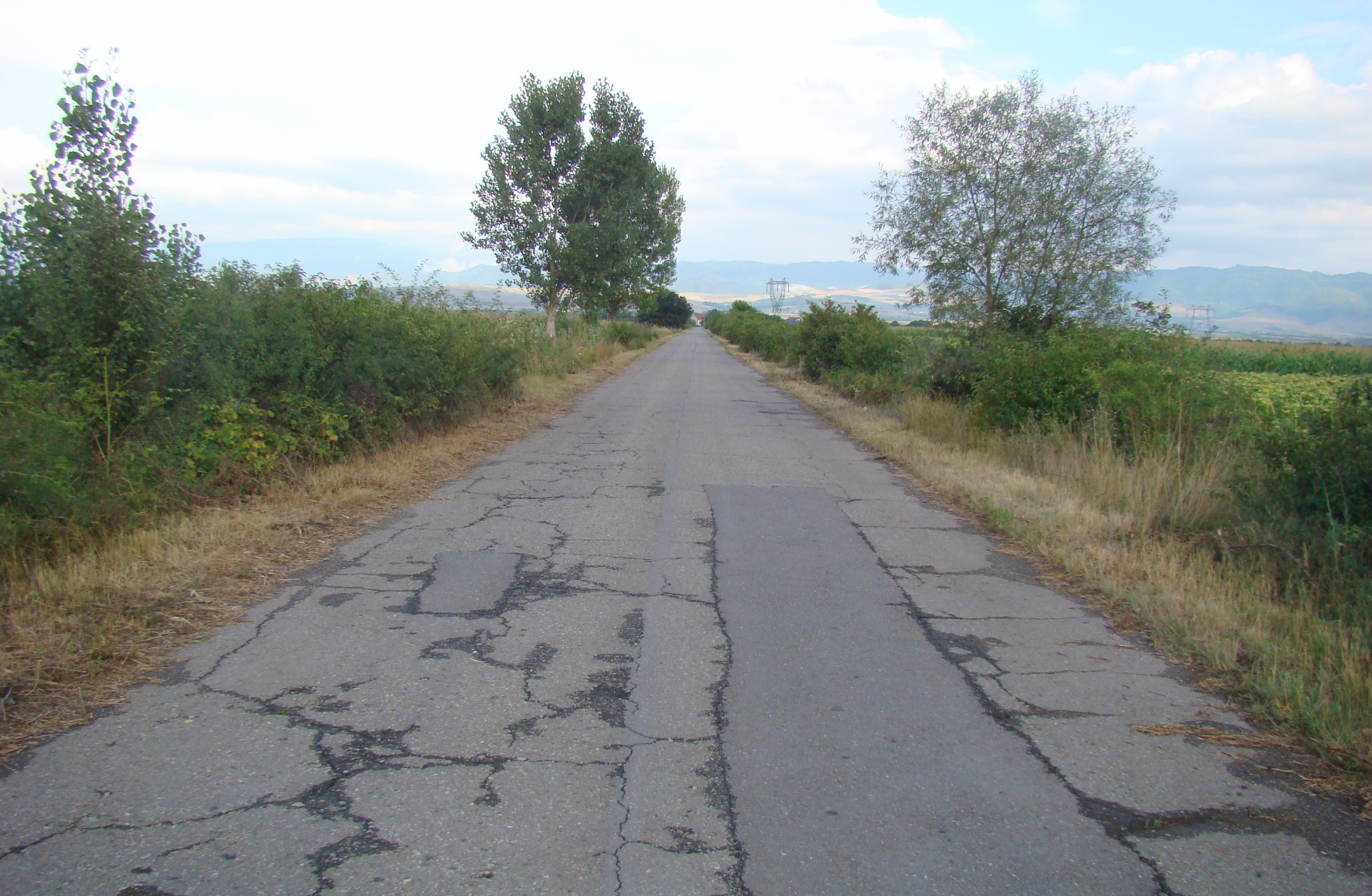
Drumul spre satul Ocolișu Mare
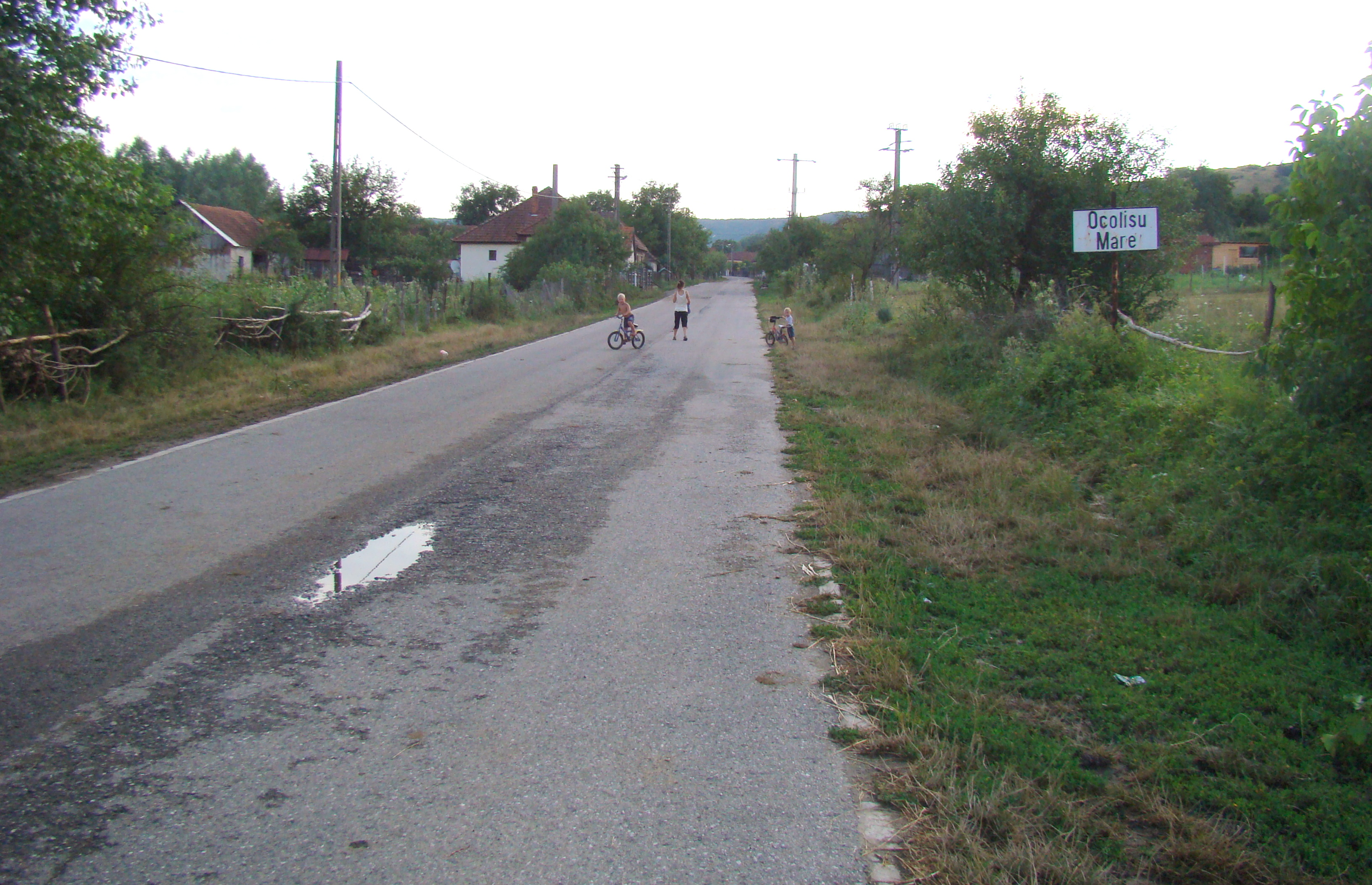
Intrarea în localitate
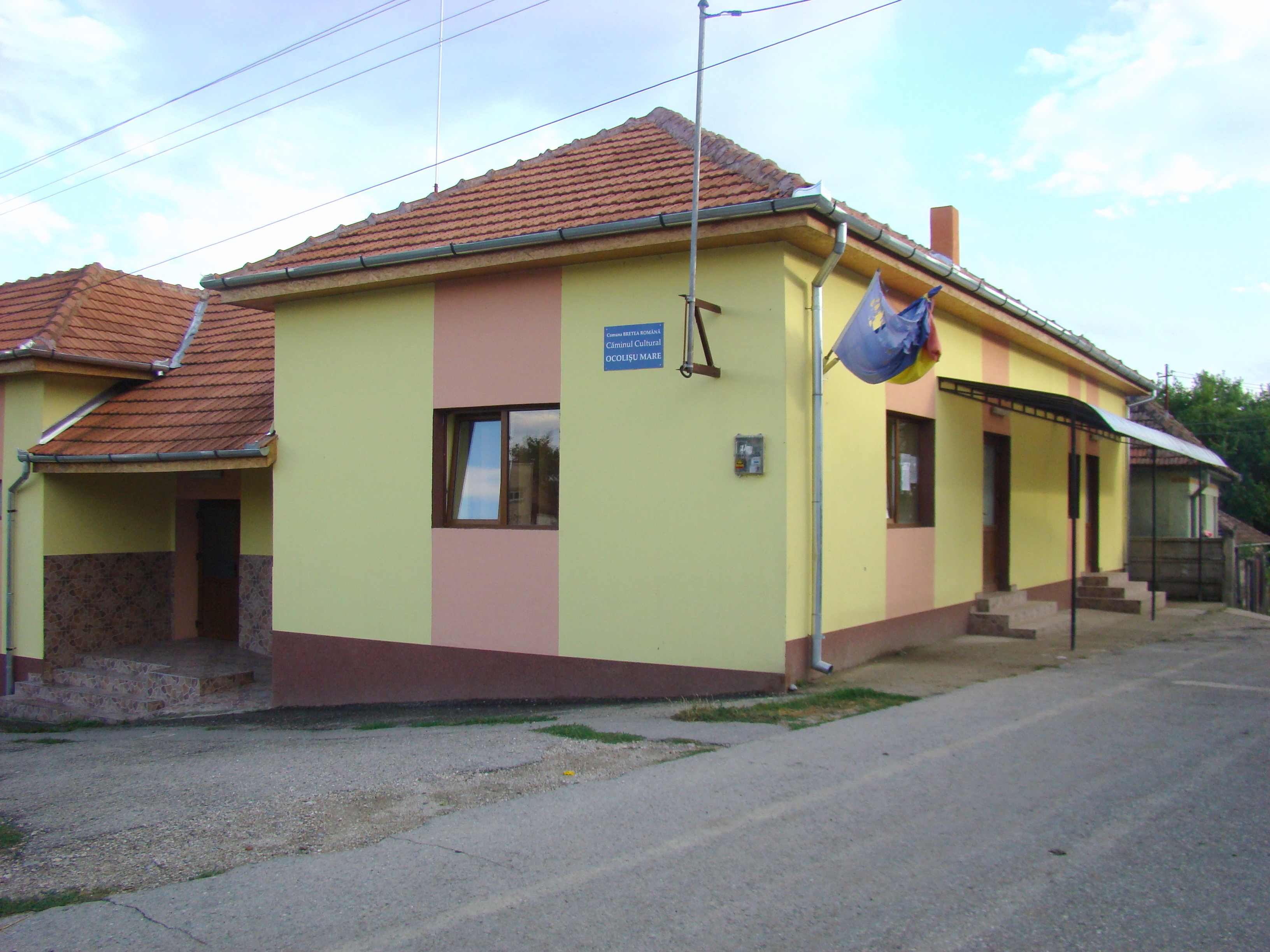
Căminul cultural
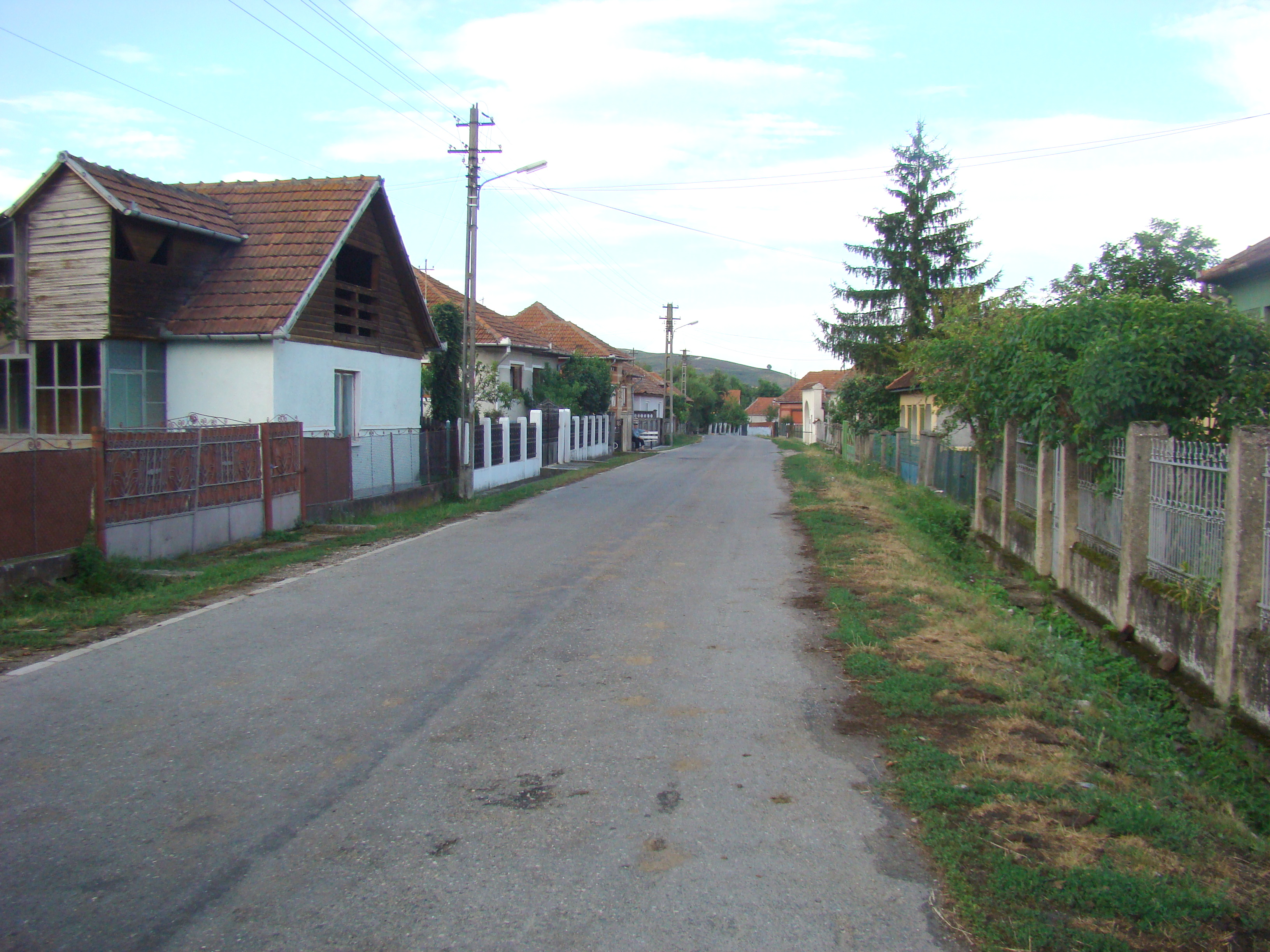